# Bernard Langlois
Pour les articles homonymes, voir Langlois.
Bernard Langlois, né le 17 août 1945, est un journaliste altermondialiste français. Il est notamment le fondateur de l'hebdomadaire Politis. Spécialiste des rapports Nord/Sud, Bernard Langlois est membre fondateur de l'association ATTAC.

## Carrière
Bernard Langlois fait ses premières armes au Dauphiné libéré en juillet 1963, quelques mois avant d'entrer dans une école de journalisme.
Il est d'abord, tour à tour : reporter à La Vie catholique illustrée (de 1966 à 1968), reporter/présentateur radio à Europe 1 (de 1968 à 1970), présentateur du JT Télé-nuit à l'ORTF (1re chaîne) (de 1971 à 1972), rédacteur en chef de Tribune socialiste (hebdo du PSU) (de 1972 à 1974), journaliste indépendant (de 1975 à 1977) puis éditorialiste au Matin de Paris (de 1977 à 1981).
C'est en 1981 qu'il devient présentateur du JT de Antenne-2-midi (A2), jusqu'au 14 septembre 1982. Il est remercié pour avoir mis en balance deux décès appris le même jour, ceux de Bachir Gemayel et de Grace de Monaco, au cours de l'éditorial qui, à l'époque, ouvrait le journal de la mi-journée d'Antenne 2.
C'est pour avoir minimisé la mort de Grace de Monaco (« Cela ne changera rien au destin de l'humanité. Juste un deuil ordinaire, la peine ordinaire d'une famille célèbre qui nous était familière par la grâce des gazettes ») après avoir annoncé l'assassinat, survenu le même jour, du président Bachir Gemayel, en pleine guerre du Liban, que Bernard Langlois fut limogé. Il se moquait alors non pas tant de la mort de la princesse de Monaco, qu'il tenait pour une femme de qualité, que de l'importance, selon lui disproportionnée, que la presse accorda alors à celle-ci, notamment la presse dite aujourd'hui people, à l'époque « presse du cœur » (« poids des mots, choc des photos », dit-il au cours de sa présentation). Pierre Desproges, dans un réquisitoire au Tribunal des flagrants délires contre Alain Ayache, représentant selon lui d'une certaine presse que Langlois critiquait, affirme son soutien au journaliste.
Il est ensuite producteur et animateur de l'émission Résistances (A2) (de 1983 à 1986).
Il a été membre du Comité de parrainage du Centre de documentation et de recherche sur la paix et les conflits rebaptisé Observatoire des armements.
Il participe, en 1988, à la création de l'hebdomadaire Politis (gauche anti-libérale) en association avec Michel Naudy et Rémy Galland. Il prend les pleins pouvoirs en 1989 et reste directeur jusqu'en 1999. Il y tient un « Bloc-notes » jusqu'à la fin janvier 2010. En février 2010, il ouvre son blog sur le site Internet de Politis. Bernard Langlois vit aujourd'hui dans la Creuse.

## Accusation d'Antisémitisme
En 2003, Bernard Langlois prend la défense de Pascal Boniface, exclu du parti socialiste, pointant nommément trois de ses dirigeants d’origine juive - Moscovici, Fabius et Strauss-Kahn, époux d’Anne Sinclair, elle-même qualifiée de "militante sioniste acharnée" 
En 2008, il prend la défense de Siné, alors qu'il se fait licencier de Charlie Hebdo après avoir inventé la conversion au judaïsme de Jean Sarkozy pour expliquer son succès dans la vie.
En 2018, il proclame sur les réseaux sociaux des liens entre Emmanuel Macron, la Banque Rotschild et Israël pour expliquer les frappes française en Syrie.

## Publications
- Résistances, éd. La Découverte, 1986.